# Бардзрашен (Арарат)
Бардзрашен (вірм. Բարձրաշեն) — село в марзі Арарат, у центрі Вірменії. На північний захід від села розташовані околиці Єревану, за 4 км на південь розташоване село Ланджазат, а на південний схід розташоване Зовашенське водосховище, що розташоване на річці Азат, ущелина якої входить до переліку об'єктів Всесвітньої спадщини ЮНЕСКО.